# Hårvårdsapparater
Hårvårdsapparater är en serie produkter för styling och vård av hår och frisyrer.
Exempel på hårvårdsapparater är:
- Hårtork (även kallad fön)
- Locktång
- Lockborste
- Plattång
- Hårtrimmer

Exempel på tillverkare av hårvårdsapparater:
- BaByliss
- Braun
- Melissa
- Philips
- Remington
- Moser
- Wahl
- Wella
- OBH Nordica